# Borborigmo
Los borborigmos (del griego βορβορυγμός, sonidos de tripas o panza) son los sonidos generados por el movimiento espontáneo, tanto en los seres humanos como en los animales en general, de los gases y líquidos a través de los intestinos.

## Fisiología
El sonido, gruje o crujido que a menudo suele escucharse del estómago es una función normal de la digestión. Se origina en la parte superior del intestino delgado, al mismo tiempo que los músculos se contraen y el alimento y los jugos digestivos se mueven a través del tracto gastrointestinal. Forma parte de los mecanismos de limpieza intestinal.
Aunque esta contracción muscular ocurre esté o no esté presente la comida, los crujidos son más comunes si han pasado muchas horas desde que se ingirió el último alimento. Así pues, suelen ser una señal de hambre.